# 臺大射箭協會
臺大射箭協會成立於1967年7月，為國立臺灣大學的學生社團。早年成員主要來自醫學院區，1978年後，發展重心便轉往總區。臺大射箭協會為臺灣最早開始有計劃地推展射箭運動之大專院校射箭團體，並被視為1977年前後臺灣大專射箭運動選手的訓練中心。

## 發展沿革
國立臺灣大學為臺灣最早有計劃推展射箭運動之大專院校，而臺大的現代弓射箭運動起源自臺大醫學院區，於1960年代初由當時臺大醫院的外科醫師林天祐引進推廣。林天祐當時身兼「臺北市體育會射箭委員會」與「中華民國體協會技擊委員會射箭俱樂部」的會長，也於1973年出任中華民國射箭協會第一任理事長:360-365。他首先於醫學院區招募教職員生習箭，並與擁有「臺灣劍道之父」之稱的袁埏烽共同擔任箭術指導。1966年6月，「臺北市射箭委員會臺大分會」在醫學院成立，由臺大醫院麻醉科教授李光宜擔任分會會長:361。
在林天祐、李光宜、方中民與葉曙等臺大教授輔導下，「臺大射箭協會」於1967年成立，其性質為學生社團，首任會長為當時醫學系學生陳博光。由於西洋弓造價不斐，學生無力負擔，當時協會所用的弓多林天祐從日本帶回捐贈；於此同時，林天祐也創辦了「臺大醫學院射箭訓練中心」。該中心有90公尺射距的場地，為當時臺北市最大、標準的射箭場:361。除了本校生，也常有校外團體前來射箭。1968年，臺大已有三座射箭場，其中最大的一座位在校總區。當時林天祐的學生中有幾位射手具有接近當時國家代表隊的實力水準，如江千代、陳子坤等等:383。為推廣射箭風氣，當時也於暑假舉辦為期兩個月的暑期訓練班供同學參與。由於擁有以當時而言相對完善的組織、良好場地與器材，臺大被視為在1977年前後臺灣大專射箭運動選手的訓練中心。
早期協會發展重心多在醫學院區，會長也多由醫學院的學生擔任。1978年，畢業於香港培正中學的倪學仁成為第一任來自校總區的會長，社團便逐漸轉往校總區發展，並招收了許多同樣來自培正中學的成員。約於1980年代，醫學院區不再有射箭活動。1984年，第18屆的會長鄧植賢首次舉辦「臺大盃校際射箭邀請賽」，往後該系列比賽舉辦至2010年第25屆時更名為「椰林盃校際射箭邀請賽」，為截至2017年臺灣歷史最悠久的大專校際射箭邀請賽。

## 近況
臺大校史館為探究協會早期發展與臺灣射箭運動之歷史，於2015年採訪了過去協會的成員，如臺大醫院醫師江千代、臺大生命科學系教授李心予等人，留下口述歷史及文物照片等資料。

## 資料來源
1. ↑  . 國立臺灣大學課外活動組. 2016  [2017-04-24]. （原始内容存档于2017-04-24） （中文（臺灣））.
2. ↑  黃怡菁. . 臺大新聞e論壇. 2017-04-09  [2017-05-25]. （原始内容存档于2017-05-02） （中文（臺灣））.
3. 1 2 3 4 5  江文瑞.  (PDF). 國立臺東大學體育學系. 2007-08  [2017-04-24]. （原始内容存档 (PDF)于2017-04-24） （中文（臺灣））.
4. 1 2 3 4   (1306). 臺大校訊. 2017-05-17  [2017-05-25]. （原始内容存档于2017-05-15） （中文（臺灣））.
5. ↑  . 中華民國射箭協會.   [2017-04-24]. （原始内容存档于2017-04-24） （中文（臺灣））.
6. 1 2 3 4  林天祐. . 臺灣商務印書館. 1983-11  [2017-04-20]. ISBN 9570506415. （原始内容存档于2017-04-24） （中文（臺灣））.
7. 1 2 3  . . 臺大訓導處課外指導組. 1973: 165 （中文（臺灣））.
8. 1 2 3  董念恩. . 2017臺北世界大學運動會組織委員會. 2016-10-25  [2017-05-01]. （原始内容存档于2017-05-01） （中文（臺灣））.
9. 1 2  彭兆昌. . 臺北體育 (臺北: 臺北體育雜誌社). 1977-09-25, (45): 49 （中文（臺灣））.
10. ↑  . 經濟日報. 1968-04-11  [2017-04-20]. （原始内容存档于2017-04-20） （中文（臺灣））.
11. ↑  . 經濟日報. 1968-04-29  [2017-04-20]. （原始内容存档于2017-04-20） （中文（臺灣））.
12. ↑  .   [2017-05-26]. （原始内容存档于2016-04-19）.
13. ↑  國立臺灣大學博物館群. . 國立臺灣大學博物館群. 2015-11: 23  [2017-04-24]. （原始内容存档于2017-04-24） （中文（臺灣））.

## 延伸資料
- 臺灣大學射箭協會：創立五十週年紀念口述歷史特輯. Youtube. 2017-11-09.

## 外部連結
- .   [2017-05-29].
- .   [2017-05-29]. （原始内容存档于2017-04-24）.
- . 臺大新聞e論壇. 2017-04-29  [2017-05-29].[永久]